# Schubertíada

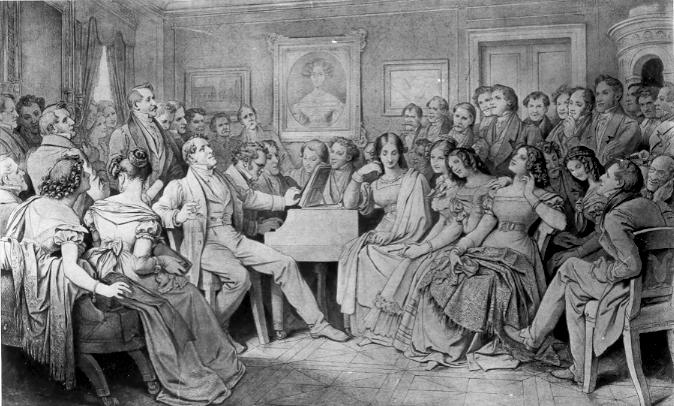
Dibuix sobre una Schubertíada, realitzat per Moritz von Schwind el 1868.

Una schubertíada (en alemany, Schubertiade) és un esdeveniment organitzat per celebrar la música de Franz Schubert (1797–1828). Actualment, segueixen existint schubertíades que solen ser cicles de concerts i festivals de música basats en l'obra del gran compositor austríac.

## Història
En vida de Schubert aquests esdeveniments eren generalment informals, reunions no públiques, celebrades en cases privades; eren trobades entre amics de Schubert i afeccionats a la seva música. A partir de l'any 1815, molts dels concerts van ser organitzats principalment a casa del gran jurista austríac Ignaz von Sonnleithner i, més tard, també a casa de Franz von Schober, Eduard von Bauernfeld i molts altres. L'amic de Schubert, Leopold Kupelwieser mostrava també la seva admiració per aquest tipus de trobades.
En aquells període primerenc moltes schubertíades comptaven amb la participació del compositor, que acompanyava al piano a barítons notables com Johann Michael Vogl, no sempre era necessari; també se celebraven en llocs fora de Viena amb un caràcter d'una saló literari. A més de la música de Schubert, també es feien lectures de poesia, dansa, i altres activitats socials. Alguns dels convidats més destacats foren Joseph Sonnleithner, Leopold von Sonnleithner, Anton von Doblhoff-Dier, Johann Baptist Jenger, Moritz von Schwind, Ludwig Ferdinand Schnorr von Carolsfeld, Wilhelm August Rieder, Johann Mayrhofer, Johann Gabriel Seidl, Franz Lachner, i Joseph von Spaun.
Les actuals schubertíades solen ser sèries de concerts o festivals de música dedicats a la música Schubert. Destaquen la que se celebra al Monestir de Vilabertran des de 1993, la de Schwarzenberg iniciada pel baríton alemany Hermann Prey, o les de Ettlingen, Dörzbach i Schnackenburg.

## Quadres
Hi ha dos famosos quadres que representen les schubertíades. La primera és un dibuix en sèpia de 1868 realitzat "de memòria" per un contemporani de Schubert, Moritz von Schwind, on es mostra una escena relativament íntima. El dibuix presenta a Schubert al piano, amb Johann Michael Vogl i un cercle d'amics que els envolten. La dona de la pintura que hi ha a la paret és, com havia expressat Schubert, un seu amor no correspost, la comtessa Karoline Esterházy.

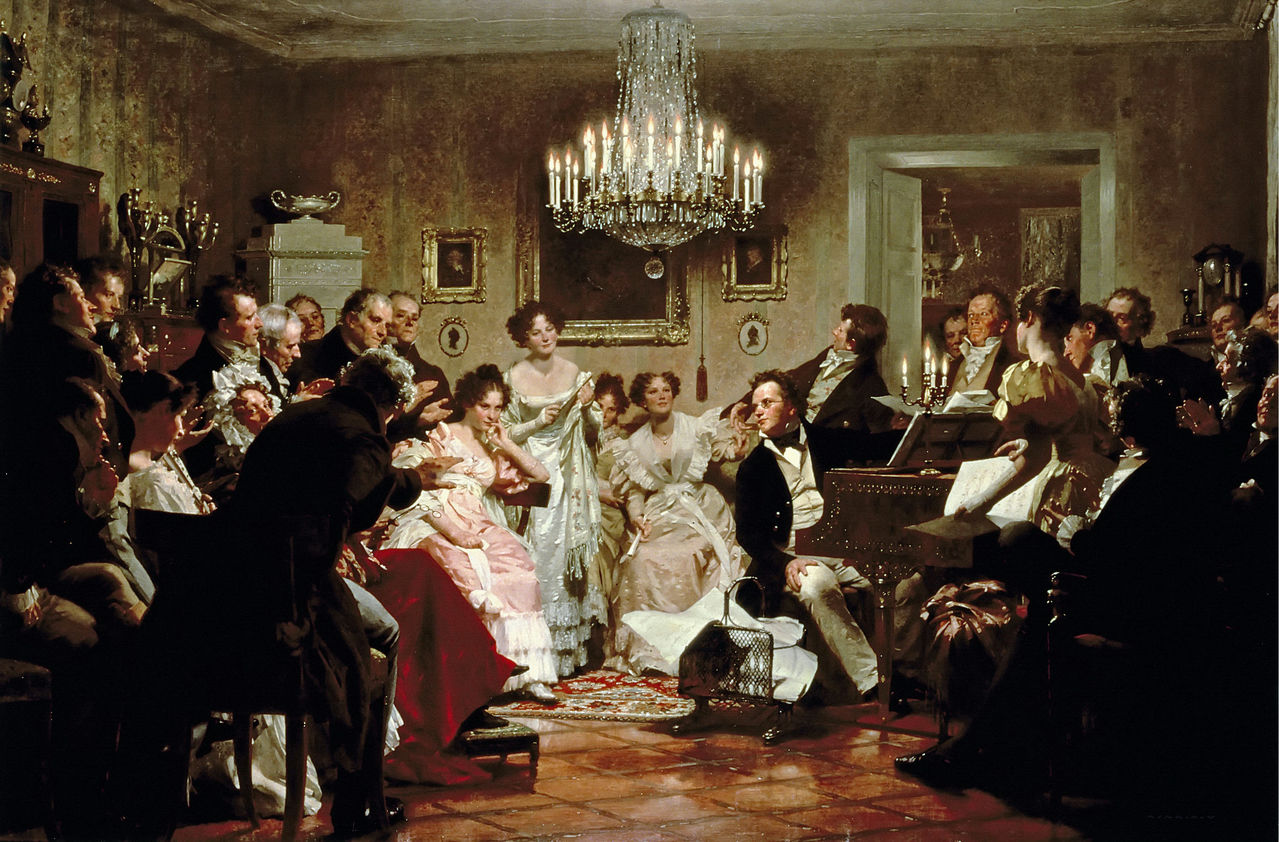
Schubertiade de Julius Schmid (1897)

En contrast, la pintura de 1897 realitzada per Julius Schmid és més formal i les persones que apareixen no són amics de Schubert.